# Peter Kersten
Peter Kersten (ur. 1 lutego 1958 w Magdeburgu) – niemiecki wioślarz reprezentujący NRD, brązowy medalista olimpijski i dwukrotny medalista mistrzostw świata.

## Kariera sportowa
W 1976 wywalczył złoto w jedynkach na mistrzostwach świata juniorów w Villach.
Wystąpił na igrzyskach olimpijskich w Moskwie w 1980, gdzie wywalczył brązowy medal w jedynkach. W finale o 5,27 sekundy wyprzedził go Pertti Karppinen z Finlandii, a o lepszy był Wasil Jakusza z ZSRR. Był to jego jedyny start olimpijski.
Ponadto zdobywał złote medale w czwórkach podwójnych na mistrzostwach świata w Bledzie i mistrzostwach świata w Monachium (1981). 
Z wykształcenia był inżynierem, pracował jako mechanik.